# Hapleginella
Hapleginella is een vliegengeslacht uit de familie van de halmvliegen (Chloropidae).

## Soorten
- H. conicola (Greene, 1918)
- H. coxata Collin, 1966
- H. laevicollis (Zetterstedt, 1858)